# James Quibell
James Edward Quibell (Newport, 11 de novembre de 1867 - Hertford, 5 de juny de 1935) va ser un egiptòleg britànic.

## Vida
Quibbell va néixer a Newport, Shropshire. Es va casar amb l'artista i arqueòloga escocesa Annie Abernethie Pirie el 1900.
Va estudiar a l'Adams' Grammar School de Newport i a la Christ Church d'Oxford. Va quedar fascinat per les antiguitats i es va oferir com a alumne al professor Flinders Petrie, amb qui va treballar a Coptos el 1893, després a Naqada, Buleas, Tebes, El Kab i Hierakonpolis els anys successius. També va ajudar a Cecil Firth en les seves excavacions a Saqqara. Entre el 1899 i el 1904, també va exercir com a inspector en cap d'antiguitats per al Delta i l'Egipte Mitjà (Howard Carter, que era inspector en cap a Luxor era el seu contrari). Més tard, entre 1904 i 1905, va ser nomenat inspector en cap a Saqqara. Entre 1914 i 1923, va ser guardià del Museu del Caire i va ser director d'excavacions a la Piràmide Esglaonada entre 1931 i 1935.
Després de sis mesos d'estudis a la Universitat Humboldt de Berlín, va ser nomenat membre de la Comissió de Catàleg del Museu Egipci, i el 1899 com a inspector del personal del Departament d'Antiguitats, essent així un col·lega Howard Carter.
Va treballar a Saqqara, a la Vall dels Reis (on hi va descobrir la tomba de Yuya i Tjuyu el 1905), i a Hierakonpolis (antic Nekhen), on entre altres descobriments el seu equip va trobar la Paleta Narmer.
Va exercir com a director del Museu Egipci des de 1914 fins a 1923 i secretari general del Servei d'Antiguitats fins al 1925, quan es va jubilar.

## Publicacions
- Ballas. Bernard Quaritch, Londres 1896.
- El Kab. Bernard Quaritch, Londres 1898.
- Excavations at Saqqara, 1906–1907. Imprimerie de l'Institut français d'archéologie orientale, El Caire 1908.
- Hierakonpolis. Bernard Quaritch, Londres 1900–1902.
- The Ramesseum. Bernard Quaritch, Londres 1898.